# 香界寺
39°57′41″N 116°10′32″E / 39.961382°N 116.175425°E
香界寺，位于北京市石景山区八大处公园，是一座汉传佛教寺院，为八大处第六处。

## 历史
香界寺创建于唐朝，起初称“平坡大觉寺”。明朝重修时，改称“大圆通寺”。清朝康熙年间重修，改称“圣感寺”。清朝乾隆年间又重修，改称“香界寺”，沿用至今。
香界寺坐北朝南，占地面积将近20亩，规模宏大，依山就势，层层升高，过去是八大处最辉煌的寺院。

## 建筑
香界寺布局沿中轴线左右对称，自南向北依次为：
- 山门殿：面阔三间，硬山大脊式。汉白玉券门，门上嵌有乾隆帝御书“勅建香界寺”五字汉白玉石额，殿内两厢塑有哼哈二将立像。[1][2]
- 大乘门：位于山门殿内。[1]石额刻有“觉径同由”四字。[2]
- 天王殿：位于大乘门内。券门、槛窗均为汉白玉雕成。殿内两侧为彩绘泥塑四大天王。迎面供奉手持“佛手”的大肚弥勒佛坐像。[1]弥勒佛背后，有韦驮塑像。[2]
  - 钟楼、鼓楼：位于天王殿前院落两侧。都是重檐歇山卷棚顶楼阁，平面呈方形。鼓楼下的汉白玉围栏内有一株古油松，枝叶分披在大乘门和鼓楼上，被誉为“龙松”。[1]
- 大雄宝殿：位于天王殿以北。面阔五间，朱漆明柱，门窗雕有三交六椀梭花纹。殿内供奉贴金三世佛及十八罗汉坐像，均为21世纪初所塑。[1]原先供奉的是释迦牟尼，左为文殊菩萨，右为普贤菩萨。[2]大雄宝殿前有两通高大的石碑。东首的石碑，龟座螭首，碑阳刻有清朝康熙十七年《御制圣感寺碑文》，碑阴刻有《御制香界寺碑文》，该碑是乾隆十四年重修圣感寺工毕后树立。西首的石碑，青石刻成，碑座四周雕梅鹿海马纹，碑阳刻有《大悲菩萨自传真像》，碑阴刻有康熙帝御书“敬佛”两个大字。据考证，《大悲菩萨自传真像》可能是明代佛教雕像，风格和法海寺明代壁画类似。雕像为阴刻平雕，颈佩璎珞，头戴法冠，广额丰腮，唇续髭须，是观音菩萨像。该碑左侧面阴刻有一篇行草诗文，是嘉庆帝御笔。寺僧传说，西首这块碑是康熙帝来香界寺礼佛时发现。[1]
- 西方三圣殿：殿内正中供奉木胎贴金西方三圣像：中为阿弥陀佛，两肋侍为观世音菩萨、大势至菩萨。殿前檐下铜钟是康熙十年造。殿前院内有两株明代所植的七叶树。[1]原先该殿为三世佛殿，中间供奉释迦牟尼，左为药师佛，右为阿弥陀佛，两厢龛台上为十八罗汉坐像。[2]
- 藏经楼：过三圣殿登上十八级台阶，是藏经楼院。院内正北的后罩楼形制的藏经楼，上下两层，面阔五间。两厢配弄楼各六间，均为两层。院内两侧有两株七叶树，传说是自西藏移植而来。藏经楼东有一株玉兰树，传说为明代所植。如今藏经楼已挪作他用，文物所存不多。[1]楼内现存4个通高丈许的经櫉。[2]

藏经楼以东是乾隆帝的避暑行宫，俗称“行宫院”。行宫院院门朝西，院内建筑雕梁画栋，有游廊、奇石。乾隆帝在乾隆十二年夏、乾隆十三年冬、乾隆十四年春、乾隆十八年秋四次驾幸香界寺和行宫院，留下不少诗篇和墨宝。康熙帝、乾隆帝、嘉庆帝、宣统帝，偕后妃曾多次在行宫院居住。进入行宫院，首先是一座敞轩，面阔三间。敞轩以东是寝宫，面阔五间，是帝后居所。寝宫前有抱厦，檐下悬挂“取畅山情”匾额，明柱挂对联：“山色溪声净理了可悟，风清月白胜赏良有因”，均是乾隆帝御笔。寝宫内设有蟠龙宝座。寝宫以南是眺远斋，檐下悬挂“绿净平皋”匾额，是乾隆帝御笔。眺远斋为倒座式，和寝宫相对，形成完整的院落。院内有多株古藤萝，年龄超过二百年。眺远斋内悬挂“豁达烟霄”匾额，另有两块楠木中堂诗匾，均是乾隆帝御笔。眺远斋内设御座，从眺远斋可眺望玉泉山、颐和园昆明湖。